# Polana orcula
Polana orcula är en insektsart som beskrevs av Delong och Foster 1982. Polana orcula ingår i släktet Polana och familjen dvärgstritar. Inga underarter finns listade i Catalogue of Life.